# Cromosoma 10
El cromosoma 10 és un dels 23 parells de cromosomes de l'ésser humà. Normalment es troben dues còpies d'aquest cromosoma. El cromosoma 10 es compon de més de 135 milions de parells de bases i representa el 4-4,5% de l'ADN total.
El cromosoma 10 conté entre 800 i 1200 gens.

## Malalties i trastorns associats

Imatge del cromosoma 10 humà.

Les següents malalties són algunes de les relacionades amb el cromosoma 10:
- Síndrome d'Apert
- Malaltia de Charcot-Marie-Tooth
- Porfíria eritropoiètica congènita
- Síndrome de Cornelia de Lange —una de les formes lleus de la síndrome—
- Síndrome de Cockayne
- Síndrome de Crouzon
- Síndrome de Jackson-Weiss
- Neoplàsia endronina múltiple tipus 2
- Malaltia de Hirschsprung